# مسعودشاه اینجو
جلال‌الدین مسعودشاه، از فرمانروایان خاندان اینجو در قرن هشتم هجری بود.

## زندگی‌نامه
جلال الدین مسعود شاه، پسر شرف الدین محمودشاه و برادر بزرگ‌تر امیر غیاث الدین کیخسرو و امیر شیخ ابواسحاق اینجو بود. خاندان اینجو در روزگار آخرین سلاطین ایلخانی در جنوب ایران قدرت و محبوبیت بسیار داشتند. پس از مرگ سلطان ابوسعید ایلخان، شرف الدین محمودشاه که قارون روزگار خوانده می‌شد به دست امیر حسن کوچک چوپانی کشته شد. مسعود شاه و امیر شیخ که آن هنگام در تبریز بودند، از پیش امیر حسن کوچک چوپانی گریختند.
مسعودشاه در سال ۷۳۸ هجری قمری به طلب میراث حکومت پدر بر جنوب ایران به شیراز آمد و بر فارس مسلط شد. وی در عصر نزاع حکومتهای رودرو که سرانجام به حذف اغلب خاندان‌های متنازع و بالا آمدن خاندان آل مظفر و خاندان ایلکانی منجر شد، سخت مورد حمایت امیر حسن بزرگ ایلکانی بود و این امیر، مسعودشاه را در برابر چوپانیان و مظفریان، پشتیبان بود. سبب این پشتیبانی، پیوند سببی دو خاندان ایلکانی و اینجو بود بدین سان که مسعودشاه، سلطان بخت را در ازدواج داشت و این سلطان بخت، خواهر دلشادخاتون، بیوه سلطان ابوسعید ایلخانی و همسر امیر حسن بزرگ ایلکانی بود و این پیوند در نزاعهای قدرت موجب همگرایی اینجویان و ایلکانیان در برابر دیگر قدرتهای متنازع از قبیل آل مظفر و چوپانیان شده بود.
مسعودشاه در سال ۷۴۳ هجری در یکی از میدان‌های شیراز به دست یاغی باستی از پسران امیر چوپان کشته شد. پس از آن حادثه، برادرش امیر شیخ ابواسحاق با عنوان شاه شیخ ابواسحاق فرمانروایی جنوب ایران را برعهده گرفت.
حافظ که در عهد مسعودشاه اینجو در آغاز جوانی به سر می‌برد، از این فرمانروای نیکوکار در قطعه ای بدین مطلع یاد کرده‌است:
خسروا دادگرا شیردلا بحر کفا
ای وجود تو به انواع هنر ارزانی…